# Chiesa di Sant'Antonio da Padova (Pavia)
La chiesa di Sant'Antonio da Padova è un ex luogo di culto cattolico di Pavia, in Lombardia.

## Storia e descrizione
Nel 1537 s’installò a Pavia la prima comunità cappuccina, che s’insediò nella chiesa di San Marco in Monte Bertone (che sorgeva dove ora si trovano gli orti Borromaici), dove rimasero fino al 1555, quando i cappuccini si spostarono in un’area limitrofa, dove avevano fatto edificare un nuovo convento e la chiesa dedicata a sant’Antonio da Padova. Accanto alla chiesa e al convento, i frati crearono anche un ricovero per malati e bisognosi. Tuttavia, non molti anni dopo, nel 1600 i cappuccini chiesero alle autorità comunali la disponibilità di un altro luogo dove spostare la chiesa e il convento, dato che giudicavano, a causa della vicinanza del Ticino, poco salubre l’area dove sorgevano. Intorno alla metà del Settecento, il vescovo Francesco Pertusati patrocinò e finanziò la nascita del Pio Albergo, che trovò sede nell’ex convento, destinato al ricovero e alla cura degli indigenti. La chiesa venne restaurata e a tali interventi si deve la sua facciata di gusto barocchetto, arricchita da lesene e capitelli decorati, mentre al suo fianco venne rimodellato destinato al Pio Albergo. L’edificio era diviso tra una parte destinata agli uomini, separata dagli ambienti riservate alle donne, entrambe provviste di cortile. Il palazzo presenta forme molto severe, ingentilite all’interno dal portico retto da colonne doriche in granito al piano terra e da un loggiato al piano superiore. Nell’Ottocento il Pio Albergo venne spostato in una nuova sede, più grande e spaziosa, e il complesso venne, dopo vari passaggi, acquisito dal vicino collegio Borromeo, che, dopo attenti restauri durati dal 1996 al 2000, ha destinato la chiesa ad aula didattica, mentre il palazzo ospita la sezione destinata ai laureandi e ai laureati.

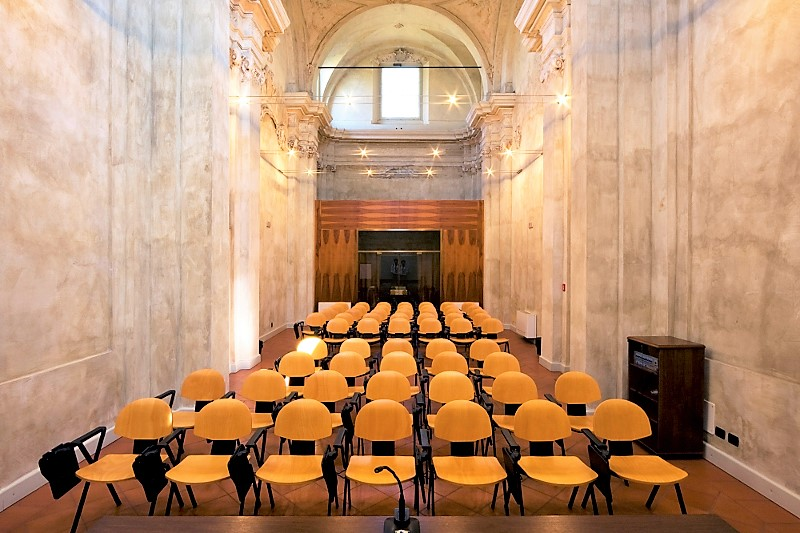
L'interno.
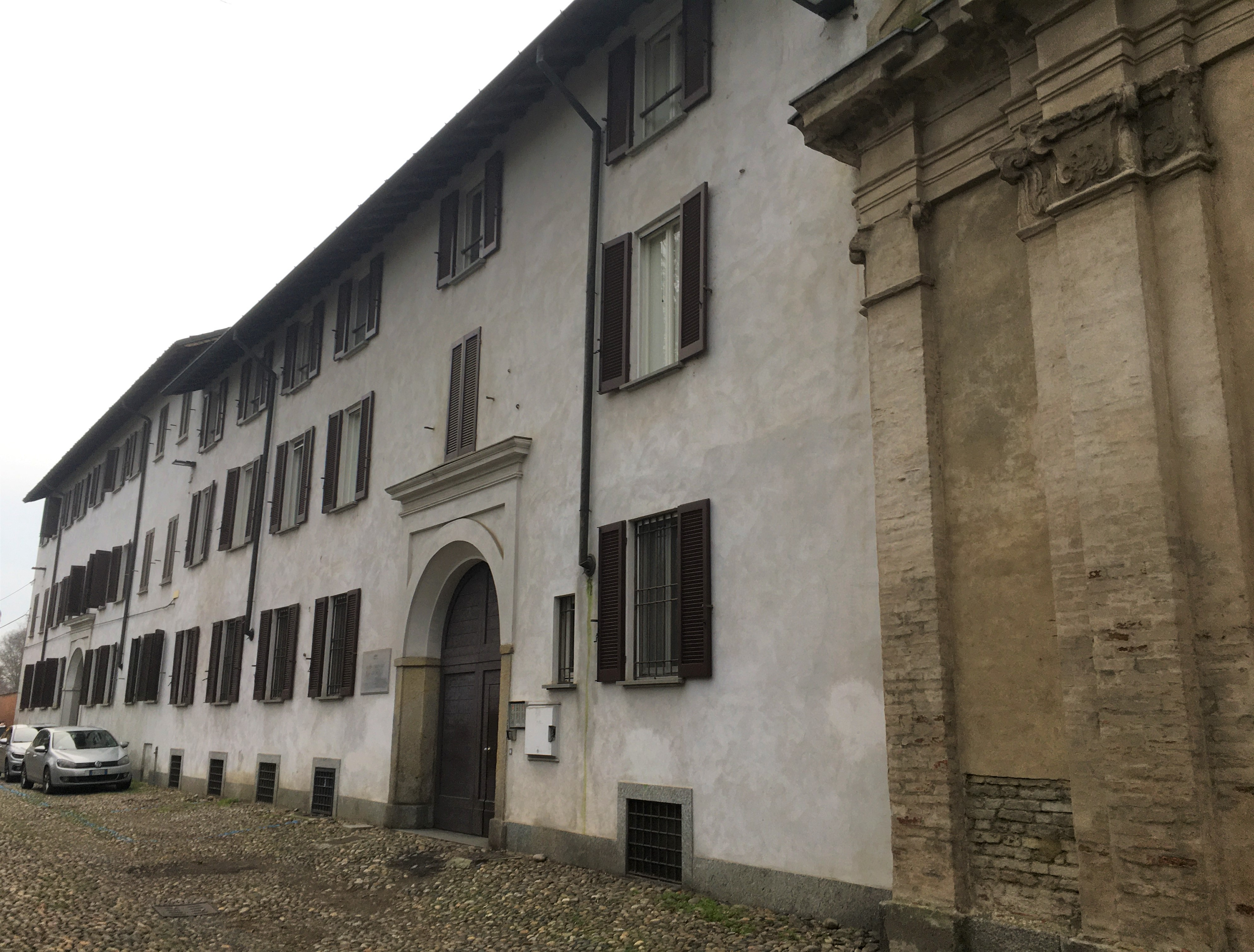
Il palazzo dell'ex Pio Albergo.